# Wądołek
Wądołek [vɔnˈdɔwɛk] (deutsch Wondollek, 1938 bis 1945 Wondollen) ist eine Wüstung in der polnischen Woiwodschaft Ermland-Masuren und gehört zur Gmina Pisz (Stadt- und Landgemeinde Johannisburg) im Powiat Piski (Kreis Johannisburg).

## Geographische Lage
Wądołek liegt am Flüsschen Rybnica im östlichen Süden der Woiwodschaft Ermland-Masuren, 15 Kilometer südlich der Kreisstadt Pisz (deutsch Johannisburg). Nicht einmal 1000 Meter weiter südlich verlief die einstige Staatsgrenze zwischen dem Deutschen Reich und Polen, die heute von der Grenze der Woiwodschaft Ermland-Masuren zur Woiwodschaft Podlachien markiert wird.

## Geschichte
Das einstige Wondollek soll 1749 als Schatullsiedlung mit einer köllmischen Wassermühle gegründet worden sein. 1895 waren im Gutsbezirk Wondollek insgesamt 115 und im Jahre 1905 noch 96 Einwohner registriert. Er gehörte später bis 1945 zusammen mit der Ortschaft Henriettental zur Landgemeinde Königsdorf (bis 1904 Piskorzewen, polnisch Piskorzewo), die ihrerseits in den Amtsbezirk Kullik (polnisch Kulik) eingegliedert war. Am 3. Juni (amtlich bestätigt am 16. Juli) 1938 wurde Wondollek aus politisch-ideologischen Gründen der Abwehr fremdländisch klingender Ortsnamen in „Wondollen“ umbenannt.
Als 1945 in Kriegsfolge das gesamte südliche Ostpreußen an Polen überstellt wurde, traf das auch Wondollen, das nun die polnische Namensform „Wądołek“ erhielt. Es gehört jetzt zur Stadt- und Landgemeinde Pisz im Powiat Piski, bis 1998 der Woiwodschaft Suwałki, seither der Woiwodschaft Ermland-Masuren zugehörig.

## Kirche

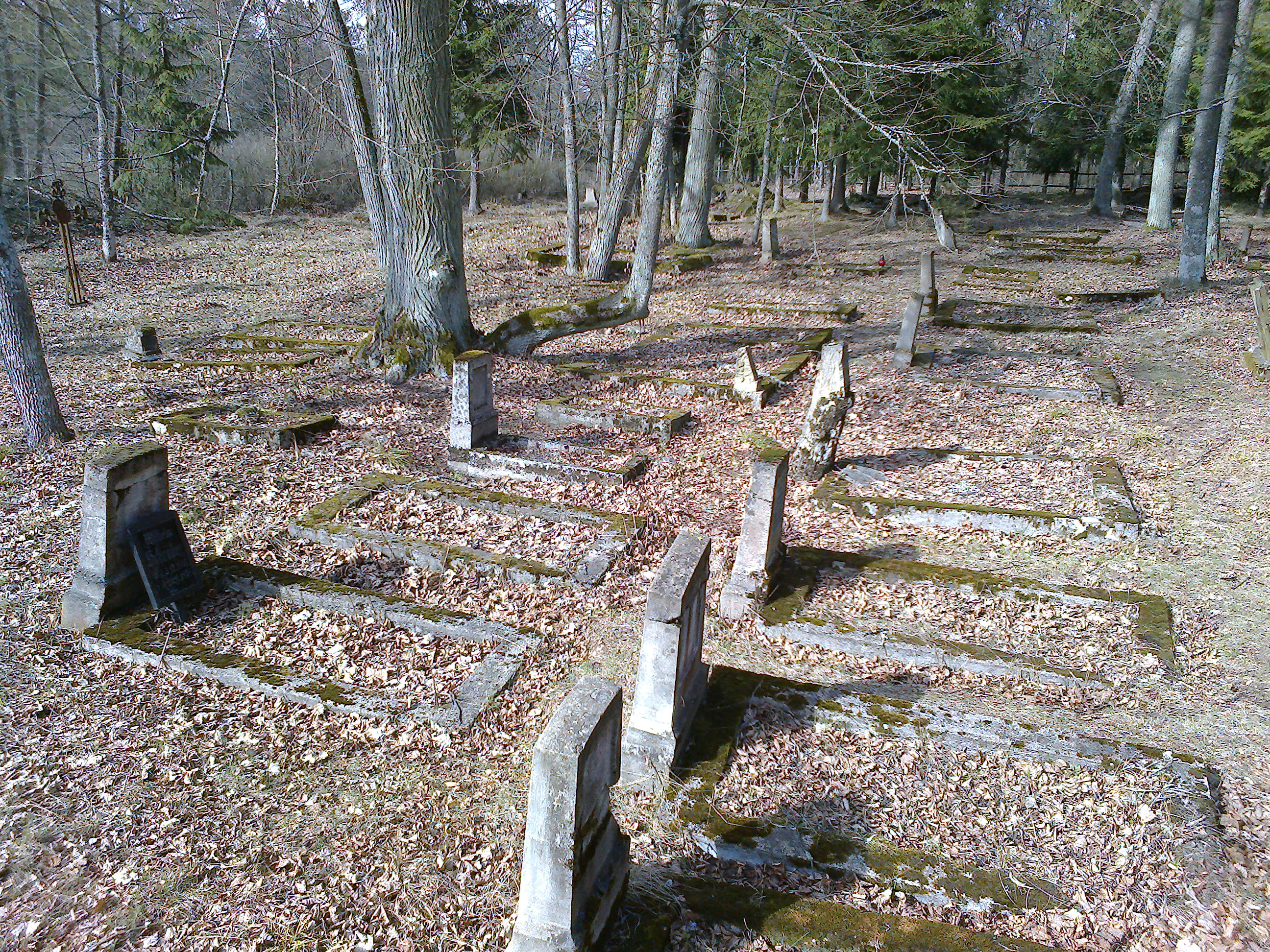
Verwaiste Grabstellen auf dem früheren evangelischen Friedhof Wondollek/Wondollen

Bis 1945 war Wondollek resp. Wondollen in die evangelische Kirche Gehsen (polnisch Jeże) in der Kirchenprovinz Ostpreußen der Kirche der Altpreußischen Union sowie in die römisch-katholische Kirche in Johannisburg im damaligen Bistum Ermland eingepfarrt.
Heute gehört Wądołek katholischerseits zur Pfarrei Jeże im Bistum Ełk der Römisch-katholischen Kirche in Polen. Die evangelischen Einwohner halten sich zur Kirchengemeinde in der Kreisstadt Pisz in der Diözese Masuren der Evangelisch-Augsburgischen Kirche in Polen.

## Verkehr
Wądołek liegt ein wenig abseits vom Verkehrsgeschehen im Westen der polnischen Landesstraße 63 und ist von dort über Jeże (Gehsen) zu erreichen. Auch führen Landwege von den Nachbarorten Piskorzewo (Königsdorf, bis 1904 Piskorzewen) und Rogatka – bereits in der Woiwodschaft Podlachien gelegen – in den Ort. Eine Bahnanbindung existiert nicht.